# Tissø
Tissø est le quatrième plus grand lac d'eau douce du Danemark, avec 12,3 km 2. Il est situé dans la partie occidentale de Seeland, dans la municipalité de Kalundborg.
Il y a plusieurs petites villes et villages près du lac, dont Sæby est le plus grand avec 343 habitants (2013).
Dans la ville de Kalundborg, une partie du débit du lac Tissø est utilisée comme eau de refroidissement pour le parc éco-industriel de Kalundborg.

## Étymologie
Tissø signifie « le lac de Dieu », mais l'étymologie et la signification ne sont pas évidentes. Fondamentalement, le nom peut être décomposé en Tis-sø, où sø signifie « lac » dans une traduction littérale et simple du danois vers l'anglais. Tis fait référence à l'ancien dieu Týr, qui a donné son nom à de nombreux endroits au Danemark tels que Tisvilde, Tirslund ou Thisted, par exemple, et Tissø était à l'origine connu sous le nom de « lac de Tir ». Cependant, le mot Ti est également un vieux mot danois qui signifie « Dieu », sans être précis. 
La prononciation de Tissø et Tis-ø est presque la même, mais ce dernier se traduit par « l'île de Tir », faisant peut-être référence à la zone autour de Fugledegård sur la rive ouest du lac. Fugledegård était autrefois une colonie à l'époque viking, située sur une zone relativement élevée, qui était autrefois un îlot. Les vestiges d'une maison de culte ont été mis au jour et il existe de nombreux vestiges de sacrifices d'animaux et de pratiques religieuses à Fugledegård. Il ne fait aucun doute que la région était autrefois un site religieux important et il est possible qu'elle ait donné son nom à l'ensemble du lac.

## Histoire
Le lac de Tissø est créé après le retrait des glaces, à la fin de la dernière période glaciaire. Des parties de la couverture de glace ont été abandonnées et enfermées dans des vallées de terres vierges. Ces poches de glace sont connues sous le nom de glace morte et, à mesure que le climat s'est réchauffé, elles ont fondu et se sont transformées en lacs d'eau douce également appelés kettle.
Tissø a toujours eu une grande importance pour les gens qui y vivent. Autrefois, les humains chassaient autour du lac pendant les mois d'été et il existe de nombreuses traces de leurs activités dans la région et dans les zones humides qui entourent aujourd'hui le lac. Les sites de Maglemosen, au sud-ouest du lac, et d'Åmosen, à l'est, méritent ici une mention particulière, car ils ont révélé des découvertes archéologiques déterminantes de la culture dite Maglemosienne et de la culture Kongemose, respectivement dans les années 1900 et 1952.
Plus tard, lorsque le climat s'est réchauffé et que les gens ont commencé à construire des colonies permanentes, le lac est également devenu important comme lieu de dépôt d'offrandes votives. De nombreuses découvertes datant de l'âge du fer et de l'âge viking montrent que les pratiques cultuelles ont continué même après la christianisation du Danemark.

### Complexe cultuel de Tissø
Contrairement à Lejre ou à Gamla Uppsala, le site de Tissø n'apparait pas dans les textes et tout ce que l'on sait du site provient de l'archéologie. Le complexe rural s'y développe à partir du milieu du VIe siècle. Il s'y trouvait une zone d'un hectare entourée de palissages avec plusieurs bâtiments enserrés ainsi qu'une halle de près de 40m de long. À la fin du VIIe siècle, le site se déplace vers le sud et s'agrandit jusqu'au IXe siècle. Des bijoux, armes et outils sont retrouvés au fond du lac, issus d'offrandes votives. Le site accueillait d'importantes célébrations rituelles dans la grande halle et en plein air. Le complexe est abandonné au XIe siècle.

### Kalmargården
Il existe plusieurs fouilles d'établissements de l'âge du fer autour de Tissø et en 1976, une grande bague ornementale en or fabriquée au 10e siècle a été découverte lors d'un labour régulier des champs. La bague Tissø est une bague de cou d'un diamètre de 30 cm et à 1,83 kg (à l'origine 2 kg), c'est l'une des plus grandes découvertes d'or au Danemark. Cela a conduit à des fouilles découvrant les vestiges d'un domaine viking aujourd'hui connu sous le nom de « Kalmargården », près de Fugledegård, sur la rive ouest du lac. En 1995-2003, des fouilles à grande échelle ont révélé que l'ensemble de l'habitat couvrait environ 500 000 m2 (50 ha), centré autour d'une salle de 12 x 48 m et avec plusieurs bâtiments et structures censés avoir des fins rituelles. En 2012, les vestiges d'une autre grande salle mesurant 8 x 35 m ont été découverts. La résidence des magnats de Kalmargården ressemble beaucoup aux résidences fouillées à « Old Lejre ». Il a été suggéré que Kalmargården servait de résidence saisonnière à la famille royale basée à Old Lejre.